# 金汇桥

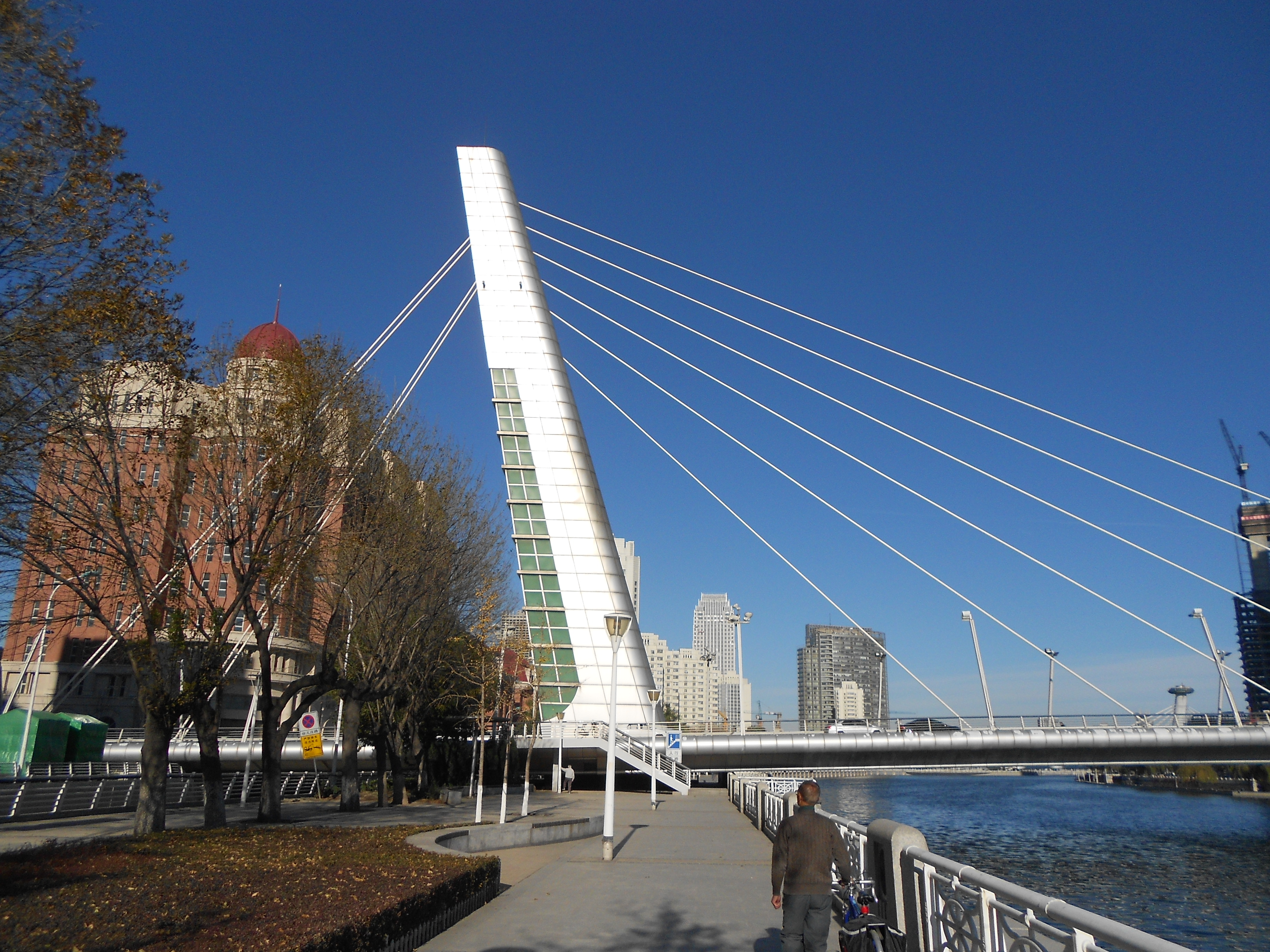
金汇桥照片，可见桥头主塔

39°07′23″N 117°12′34″E / 39.12317°N 117.20946°E金汇桥（又名保定桥）是一座建于中国天津市海河上的桥梁。于2004年8月正式开工，2006年9月25日正式通车。桥梁主跨长120米，连同桥两侧道路，全长570米。该桥最引人注目的是西岸桥头的“风帆”形主塔，高50米，向西倾斜75度，塔形简约。